# Печерск (Хиславичский район)
Печерск — деревня в Хиславичском районе Смоленской области России. Входит в состав Печерского сельского поселения. Население — 19 жителей (2007 год).

## История
В годы Великой Отечественной войны деревня была оккупирована гитлеровскими войсками в июле 1941 года, освобождена в сентябре 1943 года.

## География
Расположена на берегу ручья Чернавка, впадающего в Березину, в юго-западной части области в 7 км к юго-востоку от Хиславичей.
В 2 верстах севернее находилась опустевшая деревня Троицкое.

## Население
| 2007 |
| ---- |
| 19   |

## Транспорт
В 25 км восточнее деревни расположена железнодорожная станция Крапивенская на линии Смоленск — Рославль.
В 25 км западнее автодороги А141 Орёл — Витебск.